# Карл-Август фон Райзах
Карл Август фон Райзах (нім. Karl August von Reisach; 6 липня 1800, Рот, курфюрство Баварія — 22 грудня 1869, Контамін-сюр-Арв, Друга імперія) — баварський куріальний кардинал. Єпископ Айхштета з 11 липня 1836 по 1 жовтня 1846 року. Коад'ютор, з правом успадкування, Мюнхена і Фрайзінга, зберігаючи єпархію Айхштета в період коад'ютерства з 12 липня 1841 по 1 жовтня 1846 року. Архієпископ Мюнхена і Фрайзінга з 1 жовтня 1846 року по 19 червня 1856 року. Префект Священної Конгрегації з корекції книг Східної Церкви з 14 травня 1859 року по 25 вересня 1861 року. Префект Священної Конгрегації католицької освіти з 25 вересня 1861 року по 22 грудня 1869 року. Камерленго Священної колегії Кардиналів з 22 лютого 1867 року по 13 березня 1868 року. Кардинал-священик з 17 грудня 1855 року, з титулом церкви Сант-Анастазія, in commendam з 27 вересня 1861 року. Кардинал-священик з титулом церкви Санта-Чечілія з 27 вересня 1861 по 22 червня 1868 року. Кардинал-єпископ Сабіни з 22 червня 1868 року.